# توم إدواردز
توم إدواردز (بالإنجليزية: Tom Edwards)‏ (22 يناير 1999 في المملكة المتحدة - ) هو لاعب كرة قدم بريطاني في مركز الدفاع. لعب مع ستوك سيتي.

## وصلات خارجية
- توم إدواردز على موقع الدوري الأمريكي (الإنجليزية)
- توم إدواردز على موقع قاعدة بيانات كرة القدم.إي يو (الإنجليزية)
- توم إدواردز على موقع Soccerbase.com (لاعب) (الإنجليزية)
- توم إدواردز على موقع Soccerway.com (الإنجليزية)
- توم إدواردز على موقع عالم كرة القدم.نت (الإنجليزية)